# Insula Bananal
Insula Bananal (portugheză: Ilha do Bananal) este o insulă mare formată din împărțire în două a râului Araguaia, în Tocantins, Brazilia.

## Geografia
Insula este formată de către o bifurcație într-o secțiune foarte plată a râului Araguaia.
În conformitate cu articolul 28 din Statutul Drept Indian (Artigo 28 do Estatuto do Indío-lei) Nr 6001 prevăzut în 19/12/1973, Insula Bananal este păstrată ca un parc național și conservare indigenă. Treimea de nord a insulei este un parc național care este o destinație foarte populară pentru ecoturism. Două treimi din sud sunt rezervate ca indígena terra (terenuri indigene) pentru triburile indigene din regiune. Brazilienii de origine non-nativă au trăit pe insulă în trecut, dar astăzi numai nativii populează insula.
Cel puțin patru triburi trăiesc pe Insula Bananal: Javaés, Karajá, Ava-Canoeiro, și Tuxá.
Există șaisprezece aldeias sau sate pe insulă:Barra do Rio, Barreira Branca, Boa Esperança, Boto Velho, Cachoeirinha, Fontoura, JK, Kanoanã, Kaxiwe, Macaúba, Santa Isabel, São João, Txoude, Txuiri, Wari-Wari, Watau.
Nu există poduri spre insulă. Pentru cea mai mare parte a anului, singurul mijloc de transport este barca. Cu toate acestea, pentru câteva săptămâni în timpul sezonului uscat (iunie - august), râul este suficient de scăzut pentru a ajunge la insulă cu mașina. Satele au drumuri destul de largi pentru mașini și tractoare, chiar dacă principalele forme de transport sunt calul, bicicleta și pe picioare.

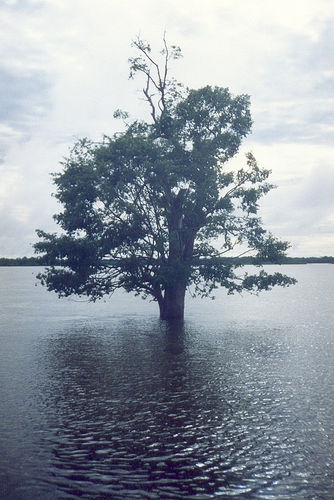
Un copac în parcul Bananal din Araguaia.

### Particularitate
Insula Bananal este cea mai mare insulă fluvială din lume, are 350 km lungime și 55 km lățime. Suprafața totală a sa este de 19,162.25 km ², de două ori mărimea Libanului sau Jamaica.

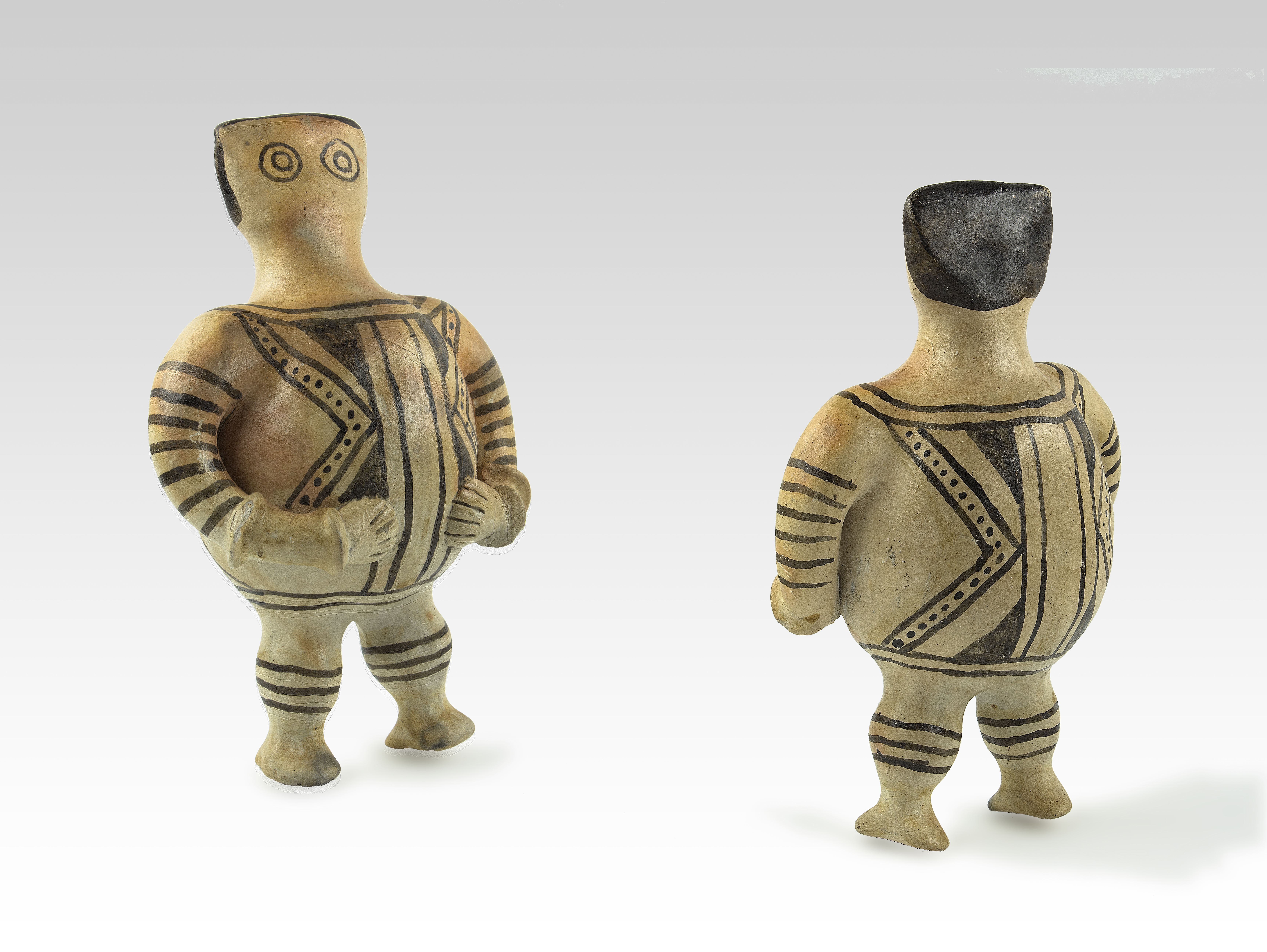
statuetă ceramică -  MHNT

## Statistică
- Suprafața insulei Bananal: 19,162.25 km ²
- Suprafața parcului “Parque Nacional do Araguaia”: 5,577.26 km²
- Suprafața terenurilor indigene din parc: 13,584.99 km²